# Echinorhynchus sebastolobi
Echinorhynchus sebastolobi is een soort haakworm uit het geslacht Echinorhynchus. De worm behoort tot de familie Echinorhynchidae. Echinorhynchus sebastolobi werd in 1986 beschreven door Kovalenko.